# Brad Ness
Bradley John "Brad" Ness, OAM (nascido em 24 de novembro de 1974) é um atleta paralímpico australiano que compete na modalidade basquetebol em cadeira de rodas. Conquistou a medalha de ouro nos Jogos Paralímpicos de Verão de 2008 em Pequim e pratas em Atenas 2004 e Londres 2012. Foi selecionado para disputar os Jogos Paralímpicos da Rio 2016, onde sua equipe, os Rollers, terminou na sexta colocação. Foi medalhista de ouro no mundial da mesma modalidade em 2010 e 2014, além de conquistar prata em 2006.
Brad foi porta-bandeira da Austrália na cerimônia de abertura da Paralimpíada da Rio 2016.

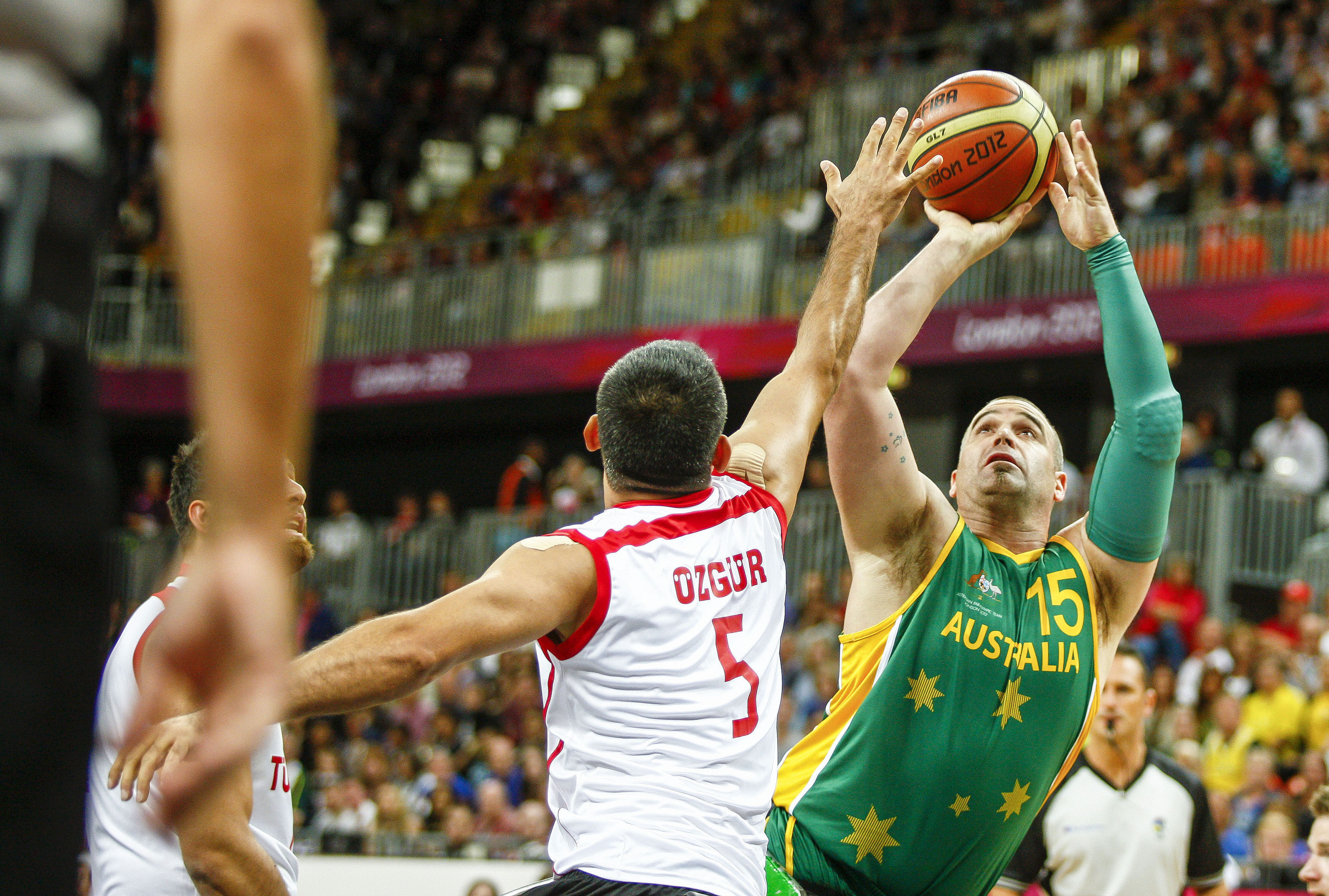
Brad durante os Jogos Paralímpicos de Londres 2012.